# Яан Тиніссон
Яан Тиніссон (28 грудня (*10 січня 1868, поблизу м. Вільянді — †1941, тюрма НКВД СССР) — естонський ліберальний політик міжвоєнного часу. Редактор найбільшої естонської газети Постімеес (1896). Засновник першої політичної партії естонців (1905). Депутат Державної Думи Російської імперії (1906). Другий прем'єр-міністр незалежної Естонії (1918-20). Міністр закордонних справ (1931-32). Прихильник війни із СРСР, який окупував Естонію (1940).

## Біографія
Вивчав право у Тартуському університеті. Там став членом Естонського студентського товариства, що відіграло важливу роль в національному русі у 1890-х роках.
1893 — Тиніссон став редактором найбільшої естонської газети-щоденника Postimees.
1905 року Яан Тиніссон заснував Націонал-Прогресивну Партію Естонії (НППЕ) — першу політичну партію естонської нації.
Наступного, 1906 року, Тиніссон обраний депутатом Державної Думи Російської імперії. За діяльні протести проти московщення Естонії заарештований і утримувався у в'язниці. Проте це не зупинило Тиніссона, який сконцентрував увагу на організації національної естонської освіти, мережі курсів естонської мови. Боровся за становлення національного бізнесу (фермерства) на селі — згодом гроші цих бізнесменів почали працювати на національну ідею.
У 1917 році Яан Тиніссон відіграв ключову роль в оголошенні державної незалежності Естонії. Пережив арешт з боку більшовицьких інтервентів.
1919 року на виборах до Конституційної Асамблеї Естонії Національна партія Тиніссона виборола третє місце. Восени його обирають прем'єр-міністром, після чого саме йому судилося укласти Тартуський мир (1920) із РРФСР.
Під час інтервенції СРСР до Естонії 1940 року Тиніссон переконував Президента Константіна Пятса вчинити збройний опір. Заарештований органами НКВД восени 1940 року, після чого опинився в російській тюрмі.
Існують припущення, що Тиніссон був розстріляний у таємній тюрмі НКВС СССР напередодні наступу Німецької армії (1941) року.